# Сальваторе Сірігу
Сальвато́ре Сірі́гу (італ. Salvatore Sirigu, нар. 12 січня 1987, Нуоро) — італійський футболіст, воротар. Мав досвід виступів у складі національної збірної Італії.

## Клубна кар'єра

### «Палермо»
Вихованець юнацьких команд футбольних клубів «Венеція» та «Палермо».
У дорослому футболі дебютував 2006 року виступами за команду клубу «Палермо», в якій провів один сезон, взявши участь лише в одному матчі розіграшу Кубка Італії та одній грі на Кубок УЄФА.
Протягом 2007—2009 грав на умовах оренди в клубах «Кремонезе» та «Анкона».
2009 року повернувся до клубу «Палермо». Цього разу відразу зайняв позицію основного голкіпера команди та провів у її складі два сезони.

### «Парі Сен-Жермен»
2011 року за майже 4 мільйони євро перейшов до французького «Парі Сен-Жермен». У паризькій команді відразу ж став основним голкіпером і відіграв у такому статусі чотири роки. Влітку 2015 року, з приходом до команди німця Кевіна Траппа провів ще один сезон у ПСЖ, але вже як резервний воротар, а згодом віддавався в оренду до «Севільї» і «Осасуни», відігравши за кожну з цих іспанських команд по півроку.

### «Торіно»
Після завершення контракту з ПСЖ влітку 2017 року повернувся на батьківщину, уклавши на правах вільного агента контракт з «Торіно», в якому став основною опцією тренерського штабу на воротарській позиції. Був основним голкіпером туринців протягом чотирьох сезонів. Навесні 2019 року видав серію із шести матчів без пропущеного гола, перевиршивши попередній клубний рекорд, що належав Лучано Кастелліні.

### Останні роки кар'єри
Попри загалом успішні виступи в «Торіно» 15 липня 2021 року воротар і клуб узгодили передчасне розірвання контракту. На початку серпня на правах вільного агента приєднався до «Дженоа». Протягом сезону 2021/22 був стабільним основним голкіпером генуезців, однак не зумів завадити вильоту команди до Серії B і по завершенні сезону її залашив, натомість приєднавшись до «Наполі».
У складі неаполітанців провів півроку, так й не дебютувавши у їх складі в офіційних іграх. Згодом другу половину сезону 2022/23 перебував у «Фіорентині», де за цей час відіграв по одній грі у Серії A та Лізі конференцій УЄФА.

## Виступи за збірні
2004 року дебютував у складі юнацької збірної Італії, взяв участь у 5 іграх на юнацькому рівні, пропустивши 4 голи.
Протягом 2007–2009 років залучався до складу молодіжної збірної Італії. На молодіжному рівні зіграв у 3 офіційних матчах, пропустив 2 голи.
2010 року дебютував в офіційних матчах у складі національної збірної Італії. Відтоді регулярно отримував виклики до національної команди, утім на поле виходив украй рідко, здебільшого був одним з резервістів Джанлуїджі Буффона. Перебував у запасі італійців на Євро-2012, де команда стала віце-чемпіоном континенту, а згодом провів по одній грі на чемпіонаті світу 2014 і Євро-2016. 
| Дата       | Місто             | Господарі   | Результат | Гості                | Турнір             | Голи | Примітки |
| ---------- | ----------------- | ----------- | --------- | -------------------- | ------------------ | ---- | -------- |
| 10-08-2010 | Лондон            | Італія      | 0 – 1     | Кот-д'Івуар          | товариський матч   | -1   |          |
| 03-09-2010 | Таллінн           | Естонія     | 1 – 2     | Італія               | Відбір до ЧЄ 2012  | -1   |          |
| 15-8-2012  | Берн              | Англія      | 2 – 1     | Італія               | товариський матч   | -2   |          |
| 14-11-2012 | Парма             | Італія      | 1 – 2     | Франція              | товариський матч   | -2   |          |
| 31-5-2013  | Болонья           | Італія      | 4 – 0     | Сан-Марино           | товариський матч   | -    | 71'      |
| 11-6-2013  | Ріо-де-Жанейро    | Італія      | 2 – 2     | Гаїті                | товариський матч   | -    | 46'      |
| 18-11-2013 | Лондон            | Італія      | 2 – 2     | Нігерія              | товариський матч   | -2   |          |
| 31-5-2014  | Лондон            | Італія      | 0 – 0     | Ірландія             | товариський матч   | -    |          |
| 14-6-2014  | Манаус            | Англія      | 1 – 2     | Італія               | ЧС 2014 - 1-й етап | -1   |          |
| 4-9-2014   | Барі              | Італія      | 2 – 0     | Нідерланди           | товариський матч   | -    |          |
| 18-11-2014 | Генуя             | Італія      | 1 – 0     | Албанія              | товариський матч   | -    | 72'      |
| 28-3-2015  | Софія (місто)     | Болгарія    | 2 – 2     | Італія               | Відбір до ЧЄ 2016  | -2   |          |
| 12-6-2015  | Спліт             | Хорватія    | 1 – 1     | Італія               | Відбір до ЧЄ 2016  | -    | 46'      |
| 16-6-2015  | Женева            | Італія      | 0 – 1     | Португалія           | товариський матч   | -1   |          |
| 17-11-2015 | Болонья           | Італія      | 2 – 2     | Румунія              | товариський матч   | -1   | 69'      |
| 6-6-2016   | Верона            | Італія      | 2 – 0     | Фінляндія            | товариський матч   | -    |          |
| 22-6-2016  | Лілль             | Італія      | 0 – 1     | Ірландія             | ЧЄ 2016 - 1-й етап | -1   | 39'      |
| 1-6-2018   | Ніцца             | Франція     | 3 – 1     | Італія               | товариський матч   | -3   |          |
| 20-11-2018 | Генк              | Італія      | 1 – 0     | США                  | товариський матч   | -    |          |
| 26-3-2019  | Парма             | Італія      | 6 – 0     | Ліхтенштейн          | Відбір до ЧЄ 2020  | -    |          |
| 8-6-2019   | Афіни             | Греція      | 0 – 3     | Італія               | Відбір до ЧЄ 2020  | -    |          |
| 11-6-2019  | Турин             | Італія      | 2 – 1     | Боснія і Герцеговина | Відбір до ЧЄ 2020  | -1   |          |
| 15-10-2019 | Вадуц             | Ліхтенштейн | 0 – 5     | Італія               | Відбір до ЧЄ 2020  | -    |          |
| 18-11-2019 | Палермо           | Італія      | 9 – 1     | Вірменія             | Відбір до ЧЄ 2020  | -    | 76'      |
| 7-10-2020  | Флоренція         | Італія      | 6 – 0     | Молдова              | товариський матч   | -    | 67'      |
| 11-11-2020 | Флоренція         | Італія      | 4 – 0     | Естонія              | товариський матч   | -    | кап.     |
| 20-6-2021  | Рим               | Італія      | 1 – 0     | Уельс                | ЧЄ 2020 - 1-й етап | -    | 89'      |
| 8-9-2021   | Реджо-нель-Емілія | Італія      | 5 – 0     | Литва                | Відбір до ЧС 2022  | -    | 46'      |
| Усього     |                   | Матчів      | 28        |                      | Голів              | -18  |          |

## Досягнення
- Чемпіон Франції (4): 2012-13, 2013-14, 2014-15, 2015-16
- Володар Кубка Франції (2): 2014-15, 2015-16
- Володар Кубка французької ліги (3): 2013-14, 2014-15, 2015-16
- Володар Суперкубка Франції (4): 2013, 2014, 2015, 2016
- Віце-чемпіон Європи: 2012
- Чемпіон Європи: 2020